# Progne tapera
Progne tapera е вид птица от семейство Лястовицови (Hirundinidae).

## Разпространение
Видът е разпространен в Аржентина, Боливия, Бразилия, Венецуела, Гвиана, Еквадор, Колумбия, Коста Рика, Панама, Парагвай, Перу, Пуерто Рико, Суринам, САЩ, Уругвай и Френска Гвиана.